# Gaston Kashala Ruwezi
Gaston Kashala Ruwezi (Lubumbashi, 14 aprile 1961) è un vescovo cattolico della Repubblica Democratica del Congo, attuale pastore della diocesi di Sakania-Kipushi.

## Biografia
Nato nella Repubblica Democratica del Congo nel 1961, ben presto si è trasferito in Italia per studiare teologia e ricevere, nel 1990, l'ordinazione sacerdotale.
In questo periodo di formazione religiosa è stato ospitato dalla parrocchia di Brandizzo, dove ha lasciato un'impronta profonda nella collettività, che si trasformerà in seguito in un gemellaggio di solidarietà fra i brandizzesi e la realtà meno fortunata dell'Africa di cui lui è testimone.
Nel 1994 ha fatto ritorno nella Repubblica Democratica del Congo, dove ha ricoperto la carica di vicario dell'ispettoria salesiana dell'Africa Centrale. Il 14 maggio 2004 è stato nominato vescovo da papa Giovanni Paolo II, diventando, seppure per pochi mesi, il più giovane vescovo cattolico del mondo.

## Genealogia episcopale
La genealogia episcopale è:
- Cardinale Scipione Rebiba
- Cardinale Giulio Antonio Santori
- Cardinale Girolamo Bernerio, O.P.
- Arcivescovo Galeazzo Sanvitale
- Cardinale Ludovico Ludovisi
- Cardinale Luigi Caetani
- Cardinale Ulderico Carpegna
- Cardinale Paluzzo Paluzzi Altieri degli Albertoni
- Papa Benedetto XIII
- Papa Benedetto XIV
- Papa Clemente XIII
- Cardinale Marcantonio Colonna
- Cardinale Giacinto Sigismondo Gerdil, B.
- Cardinale Giulio Maria della Somaglia
- Cardinale Carlo Odescalchi, S.I.
- Vescovo Eugène de Mazenod, O.M.I.
- Cardinale Joseph Hippolyte Guibert, O.M.I.
- Cardinale François-Marie-Benjamin Richard de la Vergne
- Cardinale Pietro Gasparri
- Cardinale Clemente Micara
- Cardinale Jozef-Ernest Van Roey
- Arcivescovo Félix Scalais, C.I.C.M.
- Cardinale Joseph-Albert Malula
- Arcivescovo Floribert Songasonga Mwitwa
- Vescovo Gaston Kashala Ruwezi, S.D.B.